# MG 151
MG 151 (MG 151/15) була 15 мм авіаційною автоматичною гарматою яку розробила компанія Waffenfabrik Mauser під час Другої світової війни.  Її 20 мм варіант, гармату MG 151/20, широко використовували у Люфтваффе на винищувачах, нічних винищувачах, винищувачах-бомбардувальниках, бомбардувальниках та штурмовиках.  Збережені гармати використовували у різних країнах після війни.

## Розробка і історія використання (MG 151/20)
Довоєнна німецька доктрина у плані озброєння винищувачів з одним двигуном була дзеркальним відображенням французької. За цією доктриною на літаку встановлювали потужну автоматичну гармату у розвал циліндрів V-подібного двигуна і вели вогонь через кок гвинта, у Франції вони отримали назву moteur-canon (від першого їх використання на двигуні Hispano-Suiza HS.8C під час Першої світової на літаку SPAD S.XII), а у Німеччині вони отримали назву Motorkanone з 1930-х. Французи надавали перевагу потужним 20 мм гарматам Oerlikon, назва моделі FFS, але вони виявилися занадто великими для німецьких двигунів. Маузер отримав завдання створити гармату яка б мінімально впливала на продуктивність. (Як тимчасову міру було створено гармату MG FF, яка широко використовувалася, але мала погану продуктивність.)
Виробництво MG 151 у її оригінальному калібрі 15 мм було розпочато у 1940. Після бойових випробувань 15 мм набою у якості основного озброєння на ранніх Messerschmitt Bf 109F-2, гармату було перероблено під калібр 20 мм MG 151/20 у 1941. Бойовий досвід показав, що для більш швидкісного снаряду підходить більш потужний заряд. Набій MG 151/20 було створено за рахунок розширення шийки гільзи для встановлення більшого снаряду який використовували у гарматі MG FF, а також зменшення довжини гільзи для встановлення більш довшого снаряду калібру 20 мм, щоб загальна довжина дорівнювала довжині 15 мм набою. Це допомогло спростити переробку гармати MG 151/20 з калібру 15 мм на 20 мм, потрібна була лише заміна ствола і інші невеликі модифікації.  Недоліком такого спрощення було зменшення дулової швидкості з 850 м/с у набою 15 мм до 700 м/с для більшого і важчого набою 20 мм. З бронебійним снарядом новий набій 20 мм міг вражати лише броню товщиною 10-12 мм на відстані 300 м і при 60 градусах, у порівнянні з 18 мм ураження для 15 мм набою за тих же умов, але це не розглядалося як значне обмеження. 20 мм версія стала стандартною бортовою гарматою на літаках серії Bf 109F-4. 20 мм гармата MG 151/20 мала більш передбачувану траєкторію, більшу дальність і високу швидкість ураження у 580 м/с як у більш ранньої гармати MG FF. MG FF використовували у рухливих установках, у крилах і у установках Schräge Musik до кінця війни.
Перевага яку надавали німці вибуху перед бронебійністю була пізніше використана у розробці боєприпасів Minengeschoß, які вперше були представлені для MG FF (на Bf 109 E-4), а пізніше з'явилися і для MG 151/20. Хоча навіть такі потужні боєприпаси були не достатніми для ураження чотирьохмоторних бомбардувальників з якими боролися німецькі винищувачі у другій половині війни. За підрахунками німців, потрібно було 15–20 влучані набоями MG 151/20 щоб збити важкий бомбардувальник, але при стрільбі набоями калібру 30 мм потрібно лише 3–4 влучання, через ефект бризантності вибухівки з гексогену, яку  використовували у набоях у довгоствольних MK 103 та короткоствольних MK 108. При фронтальних атаках потрібно було лише 4–5 влучань набоями калібру 20 мм для ураження чотирьохмоторних бомбардувальників, але такі атаки були важкими. 30 мм гармата MK 108 замінила MG 151/20 у якості стандартної Motorkanone починаючи з Bf 109 K-4, а також була встановлена на деякі літаки серії G.
Вісімсот гармат MG 151/20 було відправлено до Японії на борту італійської субмарини Cappellini у серпні 1943 де їх встановили на 388 японські винищувачі Kawasaki Ki-61-I.  Також 20 мм гармати MG 151/20 було встановлено на літаки Macchi C.205, Fiat G.55 та Reggiane Re.2005 Королівських повітряних сил Італії  та на літаку IAR 81B and 81C Королівських повітряних сил Румунії.

### Повоєнне використання

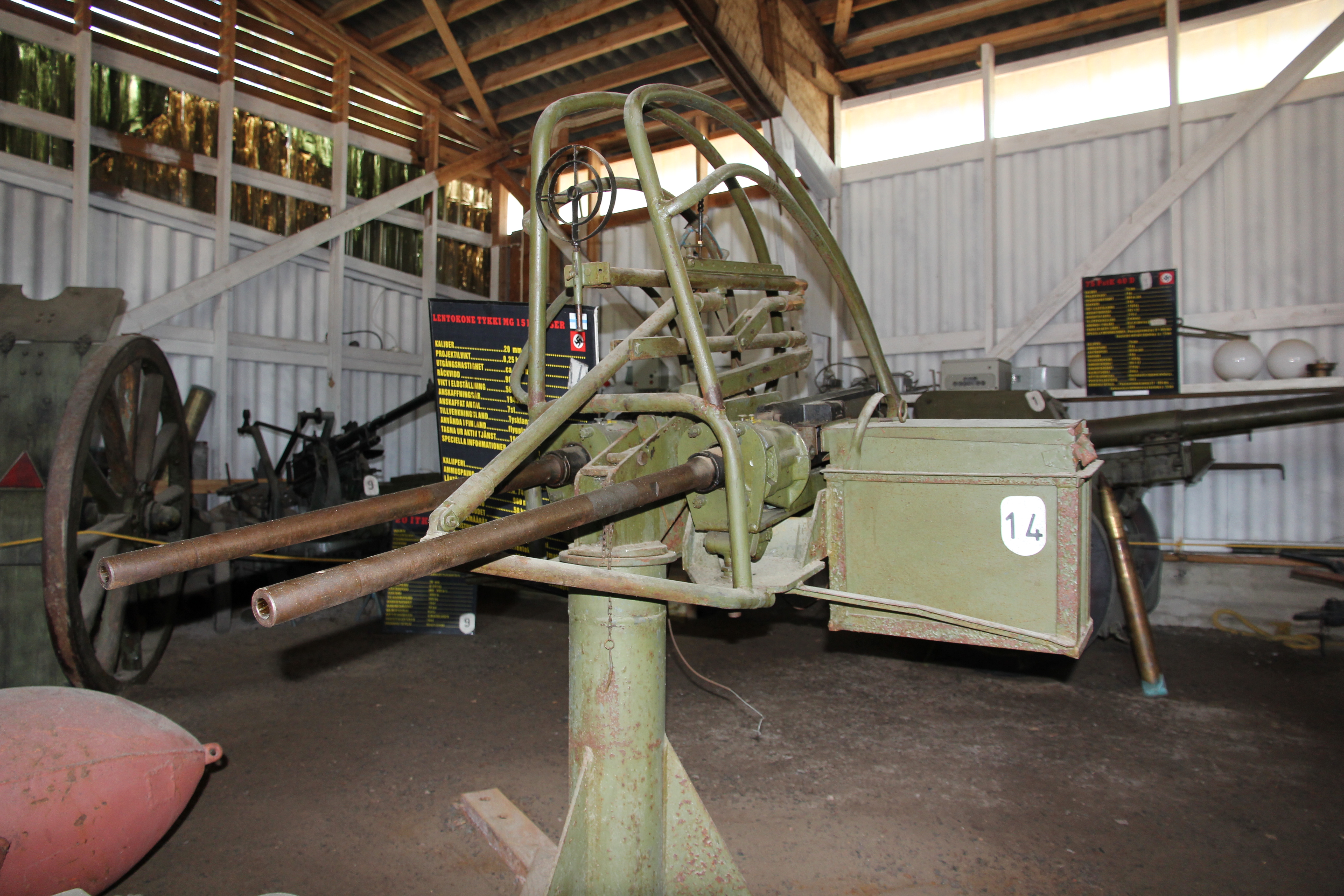
Дві гармати MG 151/20 на фінській зенітній установці TorKK MG-151 2. Музей Торп (2011)

Після Другої світової війни, колишні німецькі гармати MG 151/20 було забрано зі складів та демонтовано зі старих літаків і було використано у різних країнах. Французькі ВПС та армійська авіація (ALAT) використовували гармати MG 151/20 як стаціонарно так і у рухливих установках на літальних апаратах, в тому числі гелікоптерах. ВПС та армія розробили гумову гнучку установку для гармати MG 151/20 для встановлення у двері, яку пізніше використали на транспортних гелікоптерах H-21C та ударниках Sikorsky HSS-1 Pirate. Французькі гармати Matra MG 151 20 мм використовували Португалія і Родезія на гелікоптерах Alouette III, у той час як компанія Denel розробила власний варіант для ВПС Південної Африки.

## Оператори
- Третій Рейх
- Фінляндія
- Франція
- Італійська соціальна республіка
- Японська імперія
- Португалія
- Румунія
- Південна Родезія
- ПАР

## Специфікація MG 151
- Тип: одноствольна автоматична гармата
- Калібр: 15×96 мм
- Дія: Віддача ствола; короткий хід
- Довжина: 1916 мм
- Довжина ствола: 1254 мм
- Нарізка: 8 канавок, права нарізка, 1 оберт за 16"
- Вага (повна): 38,1 кг (84 lb)
- Темп вогню: 740 пострілів за хвилину
- Ефективна дальність: 1000 м;
- Дулова швидкість: 850 м/с (AP-T); 960 м/с (HE-T, HEI-T); 1030 м/с AP(WC)
- Типи набоїв:
  - Бронебійно-трасуючий вага 72 г
  - Фугасний вага 57 г. Наповнювач: 2,8 г
  - Бронебійний(WC) вага 52 г

## Специфікація MG 151/20
Було створено дві версії 20 мм гармати MG 151.  Ранні версії використовували ударну систему запалення, а пізніші E-моделі мали електричне запалення. Деякі набої мали таймер самознищення та/або трасер (або світильник). Були також різні варіанти фугасних наповнювачів гільз зі стандартним PETN, сумішшю під назвою HA41 (RDX або lалюміній), а також стиснені версії де було більше вибухівки яка була спресована під великим тиском (XM).
- Тип: одноствольна автоматична гармата
- Калібр: 20×82 мм
- Дія: Віддача ствола; короткий хід
- Довжина: 1766 мм
- Довжина ствола: 1104 мм/55 калібрів
- Нарізка: 1 поворот за 23 калібри
- Вага (повна): 42,7 кг
- Темп вогню: 750 пострілів за хвилину
- Ефективна дальність: 800 м
- Дулова швидкість: 805 м/с(M-Geschoss); 705 м/с (HE-T, AP)
- Типи набоїв:

## Специфікація набоїв
| Німецька назва                                        | Абревіатура США | Вага [г] | Вага заряду [г]                                  | Дулова швидкість [м/с] | Опис |
| ----------------------------------------------------- | --------------- | -------- | ------------------------------------------------ | ---------------------- | --- |
| Brandsprenggranatpatrone 151 mit L'spur ohne Zerleger | HEI-T           | 113      | 2.3 g HE (PETN) + 2.1 г запалювальний (Elektron) | 705                    | Фугасно-трасуючий. Носовий детонатор, трасер, без самознищення |
| Brandgranatpatrone 151                                | запалювальний   | 117      | від 6,6 до 7,3 г запалювальний (BaNO3+Al+Mg)     | ?                      | Носовий детонатор |
| Minengeschosspatrone 151 ohne L'Spur                  | HE              | 95       | 18.6 г HE (PETN)                                 | 805                    | Фугасний. Носовий детонатор, без трасера |
| Panzergranatpatrone 151 mit L'spur ohne Zerleger      | AP-T            | 117      | немає (заповнення порожнин бакелітом)            | 705                    | Бронебійно-трасуючий. Без детонатора, трасер, без самознищення. Ураження 13 мм сталевої броні при зустрічі під кутом 60-градусів, дальність 100 м.                                                                 |
| Panzersprenggranatpatrone 151                         | APHE            | 115      | 4 г HE (PETN)                                    | ?                      | Бронебійно-фугасний. Вибух після пробивання 5 мм сталевої броні. |
| Panzerbrandgranatpatrone (Phosphor) 151 ohne Zerleger | API             | 115      | 3.6 г запалювальний (WP)                         | 720                    | Бронебійний. Без детонатора, без самознищення. Пробивання броні від 3 до 15 мм. |
| Panzerbrandgranatpatrone (Elektron) 151 ohne Zerleger | API             | 117      | 6.2 г запалювальний (Elektron)                   | 695                    | Бронебійний. Призначений для ураження неброньованих суден. Без самознищення. ураження 15 мм сталевої броні під кутом зустрічі 75-градусів, дальність 100 м. Спрацьовування детонатору після пробивання 4 мм броні. |

## Розробки США
Під час Другої світової війни армія США зробила спробу переробити гармату MG151 під набої .60 калібру (15,24 мм); їх використовували у протитанкових рушницях. Було побудовано близько 300 гармат T17. Проте, жодна не була прийнята на озброєння, хоча на складах було 6 мільйонів набої .60 калібру. Майже мільйон набоїв було витрачено під час тестувань T17. Основну американську версію гармати T17E3 розробила компанія Frigidaire. Подальші розробки призвели до створення версій T39 та T51, але вони також не були прийняті на озброєння.